# آویخای ادرعی
آویخای اَدرَعی (عبری: אביחי אדרעי‎؛ عربی: أفيخاي أدرعي‎؛ ۱۹ ژوئیه ۱۹۸۲) نظامی اسرائیلی است. او یک سرهنگ در نیروهای دفاعی اسرائیل است که به‌عنوان رئیس بخش رسانه‌های عربی واحد سخنگوی ارتش اسرائیل خدمت می‌کند. او دومین فردی است که پس از تأسیس این اداره در سال ۲۰۰۰، این سمت را در اسرائیل بر عهده می‌گیرد. به دلیل موقعیتش، در رسانه‌های عربی به‌طور گسترده مطرح می‌شود و در سراسر جهان عرب شناخته شده است. او اصالتی یهودی سوری، یهودی عراقی و یهودی ترکی دارد.